# Carlos Emanuel Franco
Carlos Emanuel Franco (Puerto Rico, 3 gennaio 1992) è un calciatore argentino, portiere del Guaraní A.F..

## Carriera
Ha iniziato la sua carriera professionistica con il Crucero (M) nella terza divisione argentina. Nel corso delle successive stagioni si è alternato fra terza e quarta divisioni riuscendo comunque ad arrivare in Primera B Nacional.
Fra il 2016 ed il 2018 ha giocato in Bolivia con il San José, collezionando 86 presenze nella massima serie del paese e 2 in Coppa Sudamericana. Nel 2019 ha trascorso 6 mesi in Colombia con la maglia dell'Aucas.